# Hibisco Roxo
Purple Hibiscus (Hibisco Roxo no Brasil) é um romance escrito pela autora nigeriana Chimamanda Ngozi Adichie . Ele é seu romance de estreia, publicado pela Algonquin Books em 2003.

## Sinopse
Hibisco Roxo se passa na Nigéria pós-colonial, um país assolado por instabilidade política e dificuldades econômicas. A personagem central é Kambili Achike, com quinze anos durante grande parte do período coberto pelo livro, uma jovem de de uma família rica no estado de Enugu, dominada por seu pai católico devoto, Eugene. Eugene é um fanático religioso e uma figura violenta na casa de Achike, sujeitando sua esposa Beatrice, a própria Kambili e seu irmão Jaja a espancamentos e crueldade psicológica. Beatrice sofreu dois abortos espontâneos por causa da violência.
A história é contada pelos olhos de Kambili e é essencialmente sobre a desintegração de sua unidade familiar e sua luta para crescer até a maturidade. Um período chave é o tempo que Kambili e seu irmão passam na casa da irmã de seu pai, Ifeoma, e seus três filhos. Esta casa oferece um contraste marcante com o que Kambili e Jaja estão acostumados. Ifeoma pratica uma forma completamente diferente de catolicismo, e sua casa é um lugar feliz e liberal que encoraja seus membros a serem curiosos, formar suas próprias opiniões e falar o que pensam. Nesse ambiente estimulante, tanto Kambili quanto Jaja se tornam mais abertos e mais capazes de formar e expressar suas próprias opiniões. Enquanto está na casa de tia Ifeoma, Kambili também se apaixona por um jovem padre, padre Amadi, que desperta seu senso de sua própria sexualidade.
Incapaz de lidar com a violência contínua de Eugene por mais tempo, Beatrice o envenena ao final do romance. Jaja assume a culpa pelo crime e acaba na prisão. Nesse ínterim, tia Ifeoma e sua família se mudam para os Estados Unidos depois que ela é demitida injustamente de seu emprego como professora na Universidade da Nigéria, Nsukka .
O romance termina quase três anos após esses eventos, com uma nota cautelosamente otimista. Kambili se tornou uma jovem de dezoito anos, mais confiante do que antes, enquanto seu irmão Jaja está prestes a ser libertado da prisão, endurecido, mas não quebrado por sua experiência lá. A mãe deles, porém, Beatrice, deteriorou-se psicologicamente em grande grau com a prisão de filho.

## Personagens principais
- Kambili Achike é o personagem central de Purple Hibiscus e também a narradora da história. Kambili é tímida e inibida por causa dos anos de abuso de seu pai. Isso muda quando ela passa muito tempo longe da casa de sua família, na casa de tia Ifeoma e sua família. Kambili é a mais nova dos dois filhos de Eugene e Beatrice Achike. Ela não gosta do ambiente de vida sob o pai depois de se acostumar com a liberdade de Nsukka. Ela é uma garota muito tímida no início do romance, mas depois de ficar com sua tia Ifeoma em Nsukka, ela cria coragem e se abre para outras pessoas.
- Chukwuka Achike, apelidado de " Jaja " por sua família, é um jovem inteligente cerca de dois anos mais velho que sua irmã. Durante a maior parte do romance, da mesma forma que o resto de sua família, ele é dominado por seu pai, embora no final das contas ele exiba um desafio mais aberto do que eles, especialmente por não ir à comunhão no Domingo de Ramos e causar uma grande cena familiar como consequencia. Ele assume a culpa pelo crime de sua mãe e passa quase três anos na prisão antes de obter uma anistia . Durante esse tempo, sua personalidade endureceu, mas não foi quebrada.
- Eugene Achike é o pai de Kambili e Jaja. Ele é um empresário rico e ostentador que também é um católico muito rígido que domina sua família durante grande parte do romance ao impor um rígido regime religioso na casa da família. Durante grande parte do romance, ele controla quase todos os aspectos da vida de sua família, incluindo a imposição de um cronograma sobre a vida de Kambili e seu irmão Jaja, para que cada minuto do dia seja ditado por ele. Se por um lado Eugene é um homem importante em sua sociedade e doa quantias consideráveis de dinheiro para pessoas carentes e causas dignas, ele está sujeito a surtos de violência dentro da casa da família, sujeitando sua esposa Beatrice e os dois filhos a severos castigos físicos. .
- Beatrice Achike, mãe e esposa da família Achike, muitas vezes chamada de "Mamãe", é uma figura materna tranquila durante grande parte do romance, apresentando uma presença mais suave e passiva em casa em contraste com a presença frequentemente tirânica de Eugene. No decorrer do romance, Beatrice sofre dois abortos espontâneos após severas surras de Eugene. Ela lustra as estatuetas no étagère após cada espancamento. É insinuado que ela fica com Eugene em parte por gratidão por sua relutância em se casar com outra mulher depois que ela só poderia ter dois filhos. No final das contas, porém, Beatrice não consegue lidar com o comportamento de Eugene e o envenena. Seu filho, Jaja, assume a culpa pelo crime e ela continua a se deteriorar mentalmente após esse ponto. Na conclusão do romance, porém, com a iminente libertação de Jaja da prisão, há alguns indícios de que sua condição vai melhorar.
- Tia Ifeoma é a única irmã de Eugene, uma mulher alta, atraente e inteligente que trabalha como professora na Universidade da Nigéria, Nsukka . Ela é altamente capaz em muitos aspectos de sua vida, demonstrando determinação e desenvoltura em criar seus filhos como mãe solo, depois da morte de seu marido. Embora com dificuldades financeiras, ela cria um ambiente muito mais feliz para seus filhos do que seu irmão Eugene para sua família. Ela foi casada com outro professor, Ifediora, até sua infeliz morte. Ela também é uma orgulhosa apoiadora do movimento pró-democracia nigeriano, o que a coloca em apuros em sua vocação.
- Amaka é a única filha de Ifeoma e Ifediora. Ela tem a idade de Kambili, cerca de quinze anos, e originalmente não gosta de Kambili, acreditando que ela seja uma esnobe e com ciúmes de seu estilo de vida luxuoso. Depois de algumas semanas se conhecendo, e após a surra mais severa de Kambili, Amaka começa a entender melhor a condição de Kambili e elas se tornam amigas íntimas.
- Obiora é o segundo filho e o filho mais velho de Ifeoma e Ifediora, com cerca de quatorze anos. Ele usa óculos e é muito bom em matemática. Ele é reservado, mas costuma falar quando sente que alguém está errado, como é visto quando ele contradiz Chiaku. Obiora também é retratado como a figura masculina principal na casa de sua mãe.
- Chima é a caçula dos três filhos de Ifeoma e Ifediora. Ele admira muito Obiora.
- Padre Amadi é um jovem padre do círculo de tia Ifeoma e sua família. Por ser jovem, indígena e versado na vida contemporânea, ele poderia ser descrito como um padre da "nova geração", em oposição aos padres brancos europeus no país, como o padre de Eugene, padre Benedict. Quando Kambili se apaixona pelo padre Amadi, ele mostra considerável consideração e honra na maneira sensível como deixa claro para ela que, por ser devoto da igreja, nunca poderá se tornar seu parceiro. Ele a ama, mas não ousa iniciar um relacionamento com ela por causa de sua profissão. Ele se torna social e espiritualmente ligado a alguns dos meninos que ensinou a jogar futebol. Ele se mostra um pouco brincalhão ao desafiar Kambili para uma corrida, o que o leva a dizer a ela que ela tinha boas pernas para correr. Ele também a leva para trançar o cabelo, levando o cabeleireiro a dizer a Kambili que nenhum homem leva uma jovem para trançar o cabelo, a menos que goste dela.
- Papa-Nnukwu é pai e avô na família Achike, sendo o pai de Eugene e Ifeoma. Ele é um homem gentil e amoroso enraizado nas crenças tradicionais não cristãs de sua cultura nativa, apresentando um contraste marcante, em particular, com a adesão de seu filho Eugene à religião e estilo de vida europeus.
- Ade Coker é o editor principal do jornal de Papa, The Standard . Ele também é autor de obras rebeldes, que acabam levando à sua morte. Ele fala abertamente contra o atual governo nigeriano. Ele é morto por um pacote-bomba em sua casa.
- Kevin é o motorista pessoal de Papa Eugene em Enugu. Ele já fez parte do exército. Beatrice o despede após a morte do marido.

## Temas
- Mudança: O romance se passa em um período turbulento da história política da Nigéria, onde há um vácuo de poder e um ditador cuja ascensão ao poder está presente nas referências à escassez de petróleo.
- Religião : Novamente um apelo aos tempos coloniais, o tema da religião está presente nas interações entre os personagens. O pai de Kambili rejeita seu avô por ele não ser cristão. Isso também está presente nos pensamentos de Kambili, pois ela está sempre preocupada em não cometer um pecado e com medo de irritar o pai.
- Violência doméstica : [3] O romance usa um ponto de vista narrativo para explorar o tema da violência doméstica, sofrida por Kambili, Jaja e Beatrice.
- Relacionamentos familiares: [4] Os relacionamentos familiares são explorados neste livro, como o relacionamento entre pais e filhos.
- Silêncio e fala: Os temas do silêncio e da fala aparecem muito no romance, e Kambili ganha voz durante o livro. Os títulos de duas seções do romance também tratam desse tema: "Falando com nossos Espíritos" e "Um Silêncio Diferente".[5]
- Natureza: O título do romance é uma representação de liberdade e esperança. Há referências à natureza ao longo do livro.
- Liberdade e Tirania: O tema liberdade versus tirania aparece no romance, nas personagens e também na luta pela liberdade de expressão.